# 사회안전망
사회안전망(Social safety net, SSN)은 빈곤을 겪고 있는 취약한 가족과 개인의 삶을 개선하기 위해 존재하는 비기여 지원으로 구성된다. SSN의 예로는 이전에 기여한 사회 연금, 현물 및 식량 이전, 조건부 및 무조건 현금 이전, 수수료 면제, 공공 사업, 학교 급식 프로그램 등이 있다.

## 정의
SSN 개념에 대한 정확하고 통일된 정의는 없다. 세계은행은 가장 광범위한 정의 중 하나를 가지고 있지만, 국제 노동 기구(ILO) 및 아시아 태평양 경제 사회 위원회(ESCAP)와 같은 다양한 학자, 기관 및 조직에서 여러 정의를 사용한다. 이로 인해 일부 학자들은 SSN이라는 용어가 일관되게 사용되는 경우가 거의 없고 대신 용어 자체보다는 SSN의 다양한 구성 요소가 분석에 사용된다고 주장하기 때문에 SSN이라는 용어를 사용하는 것이 의미가 없다고 주장하기까지 했다.

## 같이 보기
- 보편적 기본소득
- 사회 보험
- 사회 연결망
- 복지
- 연금
- 복지국가